# Snooker 19
Snooker 19 ist ein Snooker Sportsimulation aus dem Jahr 2019, das von Lab42 entwickelt und von Ripstone Games veröffentlicht wurde. Das Spiel wurde am 17. April 2019 für Microsoft Windows, PlayStation 4 und Xbox One veröffentlicht. Die Nintendo-Switch-Version erschien am 23. August 2019. Alle 128 Spieler der World Snooker Tour treten im Spiel auf, ebenso wie die Austragungsorte aller 26 Turniere, darunter Alexandra Palace und das Crucible Theatre.

## Spielweise
Snooker 19 umfasst alle offiziell lizenzierten Turniere der Snooker-Saison 2018–19. Es bietet ein Einzelspieler-, Mehrspieler- und Online-Mehrspielermodi.
Das Spiel enthält alle Tour-Spieler und Qualifikationsveranstaltungen für die Haupttour der Q School. Zu den Spielen gehören Spielkommentare von Neal Foulds und David Hendon sowie die Schiedsrichterführung von Brendan Moore. Multiplayer-Spiele spiegeln reale Turniere wider, wobei In-Game-Turniere parallel zu Events stattfinden, obwohl alle Events an einem „einzigen Tisch“ gespielt werden.

## Veröffentlichung
Snooker 19 wurde am 17. April 2019 für Microsoft Windows, PlayStation 4 und Xbox One veröffentlicht. Die Nintendo-Switch-Version erschien am 23. August 2019.
Auf dem Cover sind die Snookerspieler Mark Selby, Ronnie O’Sullivan, Judd Trump und Neil Robertson Abgebildet. Bereits vor der Veröffentlichung kritziserte Joanne Williams (Ehefrau des Weltmeisters von 2018, Mark Williams) die Spielemacher dafür, dass Williams, der zum Zeitpunkt der veröffentlicht die Nummer 3 der Welt war, auf dem Cover des Spiels fehle. Sie fragte die Macher über Twitter ob dies darauf zurückzuführen sei, dass er über 40 Jahre alt oder Waliser sei oder sein Gesicht nicht paste. Über den offiziellen Twitter-Account gaben die Macher folgende Stellungnahme bekannt:

“There are 128 players in the game and only space for four on the cover. We were never going to be able to please everyone so we worked with World Snooker to make the tough decision.”

„Es sind 128 Spieler im Spiel und auf dem Cover ist nur Platz für vier. Wir hätten es nie geschaft, alle zufrieden zu stellen, also haben wir mit World Snooker zusammengearbeitet, um diese schwierige Entscheidung zu treffen.“

Im April 2020 fand eine virtuelle Snooker-Weltmeisterschaft statt, an der die 16 besten Spieler der PS4-Version des Spiels teilnahmen. Die Spiele wurden auf dem offiziellen YouTube-Kanal der World Snooker Tour veröffentlicht, wobei jeder Spieler einen echten Profi im Turnier vertrat.
Eine mobile Version wurde im 30. Juli 2020 unter dem Titel WST Snooker veröffentlicht.